# Championnats du monde de natation en petit bassin 1993
Navigation
Édition 1995
Les 1ers championnats du monde de natation en petit bassin se sont déroulés à Palma de Majorque (Espagne) du 2 décembre 1993 au 5 décembre 1993.

## Tableau des médailles
| Rang | Pays              | Médaille d'or | Médaille d'argent | Médaille de bronze | Total |
| 1    | Chine             | 10            | 4                 | 1                  | 15    |
| 2    | États-Unis        | 7             | 6                 | 8                  | 21    |
| 3    | Australie         | 4             | 9                 | 8                  | 21    |
| 4    | Royaume-Uni       | 3             | 2                 | 3                  | 8     |
| 5    | Brésil            | 2             | 1                 | 1                  | 4     |
| 5    | Allemagne         | 1             | 3                 | 2                  | 6     |
| 7    | Finlande          | 1             | 1                 | 1                  | 3     |
| 8    | Canada            | 1             | 0                 | 1                  | 2     |
| 8    | Suède             | 1             | 0                 | 1                  | 2     |
| 10   | Croatie           | 1             | 0                 | 0                  | 1     |
| 10   | France            | 1             | 0                 | 0                  | 1     |
| 12   | Pologne           | 0             | 1                 | 2                  | 3     |
| 13   | Espagne           | 0             | 1                 | 0                  | 1     |
| 13   | Italie            | 0             | 1                 | 0                  | 1     |
| 13   | Japon             | 0             | 1                 | 0                  | 1     |
| 13   | Moldavie          | 0             | 1                 | 0                  | 1     |
| 13   | Nouvelle-Zélande  | 0             | 1                 | 0                  | 1     |
| 13   | Pays-Bas          | 0             | 1                 | 0                  | 1     |
| 19   | Belgique          | 0             | 0                 | 1                  | 1     |
| 19   | Cuba              | 0             | 0                 | 1                  | 1     |
| 19   | Russie            | 0             | 0                 | 1                  | 1     |
| #    | 21 pays médaillés | 32            | 33                | 31                 | 96    |

## Podiums

### Hommes
| Épreuves             | Or                                                                        | Or               | Argent                                                                              | Argent          | Bronze                                                                        | Bronze         |
| -------------------- | ------------------------------------------------------------------------- | ---------------- | ----------------------------------------------------------------------------------- | --------------- | ----------------------------------------------------------------------------- | -------------- |
| Nage libre           |                                                                           |                  |                                                                                     |                 |                                                                               |                |
| 50 m                 | Mark Foster                                                               | 21 s 84          | Hu Bin                                                                              | 21 s 93         | Robert Abernethy                                                              | 21 s 97        |
| 100 m                | Fernando Scherer                                                          | 48 s 38          | Gustavo Borges                                                                      | 48 s 42         | Jon Olsen                                                                     | 48 s 49        |
| 200 m                | Antti Kasvio                                                              | 1 min 45 s 21    | Trent Bray Artur Wojdat                                                             | = 1 min 45 s 53 |                                                                               |                |
| 400 m                | Daniel Kowalski                                                           | 3 min 42 s 95    | Antti Kasvio                                                                        | 3 min 42 s 98   | Paul Palmer                                                                   | 3 min 45 s 07  |
| 1 500 m              | Daniel Kowalski                                                           | 14 min 42 s 04   | Jörg Hoffmann                                                                       | 14 min 53 s 09  | Piotr Albinski                                                                | 14 min 53 s 97 |
| Papillon             |                                                                           |                  |                                                                                     |                 |                                                                               |                |
| 100 m                | Miloš Milošević                                                           | 52 s 79          | Mark Henderson                                                                      | 52 s 92         | Rafał Szukała                                                                 | 52 s 94        |
| 200 m                | Franck Esposito                                                           | 1 min 55 s 42    | Christian Keller                                                                    | 1 min 55 s 75   | Chris-Carol Bremer                                                            | 1 min 56 s 86  |
| Dos                  |                                                                           |                  |                                                                                     |                 |                                                                               |                |
| 100 m                | Tripp Schwenk                                                             | 52 s 98          | Martin Harris                                                                       | 53 s 93         | Rodolfo Falcón                                                                | 54 s 00        |
| 200 m                | Tripp Schwenk                                                             | 1 min 54 s 19    | Luca Bianchi                                                                        | 1 min 55 s 09   | Stefaan Maene                                                                 | 1 min 55 s 68  |
| Brasse               |                                                                           |                  |                                                                                     |                 |                                                                               |                |
| 100 m                | Phil Rogers                                                               | 59 s 56          | Ron Dekker                                                                          | 59 s 95         | Seth Van Neerden                                                              | 1 min 0 s 08   |
| 200 m                | Nick Gillingham                                                           | 2 min 7 s 91 RE  | Phil Rogers                                                                         | 2 min 8 s 32    | Eric Wunderlich                                                               | 2 min 8 s 49   |
| 4 nages              |                                                                           |                  |                                                                                     |                 |                                                                               |                |
| 200 m                | Christian Keller                                                          | 1 min 56 s 80    | Fraser Walker                                                                       | 1 min 58 s 35   | Curtis Myden                                                                  | 1 min 59 s 27  |
| 400 m                | Curtis Myden                                                              | 4 min 10 s 41    | Sergey Mariniux                                                                     | 4 min 11 s 96   | Petteri Lehtinen                                                              | 4 min 12 s 30  |
| Relais               |                                                                           |                  |                                                                                     |                 |                                                                               |                |
| 4 × 100 m nage libre | Brésil Fernando Scherer Teofilo Ferreira Gustavo Borges José Carlos Souza | 3 min 12 s 11 RM | États-Unis David Fox Seth Pepper Jon Olsen Mark Henderson                           | 3 min 12 s 68   | Russie Roman Shegolev Vladislav Kulikov Vladimir Predkin Yuri Mukhin          | 3 min 15 s 56  |
| 4 × 200 m nage libre | Suède Christer Wallin Tommy Werner Lars Frölander Anders Holmertz         | 7 min 5 s 92     | Allemagne Christian Tröger Christian Keller Chris-Carol Bremer Jörg Hoffmann        | 7 min 8 s 63    | Brésil Gustavo Borges Teofilo Ferreira José Carlos Souza Cassiano Schalk Leal | 7 min 9 s 97   |
| 4 × 100 m 4 nages    | États-Unis Tripp Schwenk Eric Wunderlich Mark Henderson Jon Olsen         | 3 min 32 s 57 RM | Espagne Carlos Ventosa Delmas Sergio López Miró Joaquin Fernandez Jose Maria Rojano | 3 min 36 s 92   | Royaume-Uni Martin Harris Nicholas Gillinghan Michael Fibbens Mark Foster     | 3 min 37 s 27  |

### Femmes
| Épreuves             | Or                                              | Or               | Argent                                                           | Argent        | Bronze                                                                   | Bronze        |
| -------------------- | ----------------------------------------------- | ---------------- | ---------------------------------------------------------------- | ------------- | ------------------------------------------------------------------------ | ------------- |
| Nage libre           |                                                 |                  |                                                                  |               |                                                                          |               |
| 50 m                 | Le Jingyi                                       | 24 s 23 RM       | Angel Martino                                                    | 24 s 93       | Linda Olofsson                                                           | 25 s 21       |
| 100 m                | Le Jingyi                                       | 53 s 01 RM       | Angel Martino                                                    | 53 s 30       | Karen Pickering                                                          | 54 s 39       |
| 200 m                | Karen Pickering                                 | 1 min 56 s 25    | Susie O'Neill                                                    | 1 min 57 s 16 | Lu Bin                                                                   | 1 min 57 s 71 |
| 400 m                | Janet Evans                                     | 4 min 5 s 64     | Trina Jackson                                                    | 4 min 7 s 49  | Julie Majer                                                              | 4 min 7 s 91  |
| 800 m                | Janet Evans                                     | 8 min 22 s 43    | Julie Majer                                                      | 8 min 26 s 46 | Trina Jackson                                                            | 8 min 27 s 50 |
| Papillon             |                                                 |                  |                                                                  |               |                                                                          |               |
| 100 m                | Susie O'Neill                                   | 59 s 19          | Liu Limin                                                        | 59 s 24       | Kristie Krueger                                                          | 59 s 53       |
| 200 m                | Liu Limin                                       | 2 min 8 s 51     | Susie O'Neill                                                    | 2 min 9 s 08  | Petria Thomas                                                            | 2 min 9 s 40  |
| Dos                  |                                                 |                  |                                                                  |               |                                                                          |               |
| 100 m                | Angel Martino                                   | 58 s 50 RM       | He Cihong                                                        | 1 min 0 s 13  | Elli Overton                                                             | 1 min 0 s 18  |
| 200 m                | He Cihong                                       | 2 min 6 s 09 RM  | Yuanyuan Jia                                                     | 2 min 07 s 95 | Cathleen Rund                                                            | 2 min 9 s 59  |
| Brasse               |                                                 |                  |                                                                  |               |                                                                          |               |
| 100 m                | Dai Guohong                                     | 1 min 6 s 58 RM  | Linley Frame                                                     | 1 min 7 s 65  | Samantha Riley                                                           | 1 min 7 s 77  |
| 200 m                | Dai Guohong                                     | 2 min 21 s 99 RM | Hitomi Maehara                                                   | 2 min 24 s 45 | Samantha Riley                                                           | 2 min 24 s 75 |
| 4 nages              |                                                 |                  |                                                                  |               |                                                                          |               |
| 200 m                | Allison Wagner                                  | 2 min 7 s 79 RM  | Dai Guohong                                                      | 2 min 9 s 21  | Elli Overton                                                             | 2 min 10 s 51 |
| 400 m                | Dai Guohong                                     | 4 min 29 s 00 RM | Allison Wagner                                                   | 4 min 31 s 76 | Julie Majer                                                              | 4 min 37 s 50 |
| Relais               |                                                 |                  |                                                                  |               |                                                                          |               |
| 4 × 100 m nage libre | Chine Lu Bin Shan Ying Yuanyuan Jia Le Jingyi   | 3 min 35 s 97 RM | Suède Ellenor Svensson Linda Olofsson Susane Loov Louise Jöhncke | 3 min 39 s 41 | États-Unis Angel Martino Sarah Perroni Kristie Krueger Paige Wilson      | 3 min 40 s 40 |
| 4 × 200 m nage libre | Chine Shan Ying Zhou Guanbin Le Jingyi Lu Bin   | 7 min 52 s 45 RM | Australie Tammy Bruce Elli Overton Anna Windsor Susie O'Neill    | 7 min 56 s 52 | États-Unis Paige Wilson Sarah Perroni Trina Jackson Janet Evans          | 8 min 2 s 99  |
| 4 × 100 m 4 nages    | Chine Le Jingyi He Cihong Liu Limin Dai Guohong | 3 min 57 s 73 RM | Australie Elli Overton Linley Frame Petria Thomas Susie O'Neill  | 4 min 0 s 17  | États-Unis Angel Martino Kelli King-Bednar Kristie Krueger Sarah Perroni | 4 min 1 s 30  |

## Légende
- RM  : record du monde
- RE  : record d'Europe